# کارلن وسکانیان
کارلن واغارشاکی وُسکانیان (ارمنی: Կառլեն Վաղարշակի Ոսկանյան؛ زادهٔ ۷ اکتبر ۱۹۳۰ - درگذشته ۲۸ سپتامبر ۲۰۱۱) روان‌شناس اهل ارمنستان بود.

## زندگی‌نامه
وی در ۷ اکتبر ۱۹۳۰ در شیراکاموت به دنیا آمد و از دانشگاه دولتی علوم پرورشی خاچاطور آبوویان ارمنستان فارغ‌التحصیل گشت. وی برنده جوایزی همچون مدال موسس خورناتسی (۲۰۰۷) است. وی در ۲۸ سپتامبر ۲۰۱۱ در سن ۸۰ سالگی در ایروان، ارمنستان درگذشت.

## یادداشت
1. ↑  PhD in Psychology